# 威廉·莫羅出版社
威廉·莫羅出版社是由威廉·莫羅於1926年創立的美國出版公司。該公司於1967年被史考特·福爾斯曼收購，1981年出售給赫斯特国际集团，1999年再出售給新聞集團。現在的母公司則為哈珀柯林斯。

## 外部連結
- www.harpercollins.com/pages/corporate-harpercollins-imprints?imprintid=518003